# Договорная цена
Договорная цена(контрактная цена) — цена, которая устанавливается по взаимному соглашению между продавцом (производителем) и покупателем (потребителем) продукции в порядке, определенном органами ценообразования.
Ориентиром при установлении контрактной цены являются цены публикуемые и цены расчетные. Договорная цена устанавливается обычно на продукцию, которая производится небольшой партией. Основой договорной цены является себестоимость продукции или смета затрат на определенные виды работ.

## Расчет договорной цены
При расчете договорной цены учитывается:
- Сложность
- Необычность (отличия от ранее производимого) изделия
- Срок выполнения заказа
- Потребительские свойства изделия и его эффективность, в том числе величина эффекта, которую получает потребитель при использовании изделия.

## Прибыль и рентабельность
Прибыль, заложенная в договорной цене обычно не должна превышать величину эффекта, получаемого при использовании изделия. Рентабельность продукции по договорной цене, как правило, существенно выше, чем при других условиях ценообразования. Уровень рентабельности в договорной цене устанавливается по договоренности.

## Виды договорных цен
Договорная цена может быть:
- Твердой, зафиксированной на определенном уровне в момент подписания контракта и неизменяемая в течение всего времени действия договора

- Ценой с последующей фиксацией, которая устанавливается в согласованные сторонами сроки;
- Скользящей — изменяемой по согласованной схеме в течение периода действия контракта.

Договорная цена согласовываются на один заказ или на строго определенное время.
Во внешнеэкономических связях договорные цены могут использоваться при совершении различных операций (в том числе товарообменных сделок) по поставкам в порядке международной кооперации производства, в границах прямых хозяйственных связей с предприятиями других стран.

## Регулирование договорных цен
Оптовая договорная цена оформляется протоколом согласования цены. Номенклатура продукции, на которую устанавливаются договорные цены, и их уровень регулируются в соответствии с государственной политикой цен. Регулирование договорных цен осуществляется установлением их предельного уровня либо ограничением рентабельности продукции.
Порядок применения договорных цен регулируется гражданским законодательством. Согласно статье 424 ГК России изменение цены после заключения договора допускается в случаях и на условиях, предусмотренных договором или законом. Статья 485 ГК России устанавливает обязанность покупателя оплатить товар по цене, предусмотренной договором. Если цена договором не предусмотрена и не может быть определена исходя из его условий, то цена определяется в соответствии с пунктом 3 статьи 424 ГК России, то есть она устанавливается на уровне цены, которая при сравнимых обстоятельствах обычно взимается за аналогичные товары. Если цена в договоре установлена в зависимости от веса товара, то считается, что она определяется по весу нетто (если нет специальной оговорки в договоре) (см. пункт 2 статьи 485 ГК России). Договор купли-продажи может предусматривать изменение цены в результате изменения показателей, формирующих структуру цены (себестоимость, расходы на продажу, прибыль, косвенные налоги и т. п.). В таком случае в договоре должен быть определен способ пересмотра цены. Если же этого нет, то надо следовать норме пункта 3 статьи 485 ГК РФ: цена определяется исходя из соотношения перечисленных показателей на момент заключения договора и на момент передачи товара.